# Астрильд бурий
Астри́льд бурий (Clytospiza monteiri) — вид горобцеподібних птахів родини астрильдових (Estrildidae). Мешкає в Центральній Африці. Це єдиний представник монотипового роду Бурий астрильд (Clytospiza).

## Опис

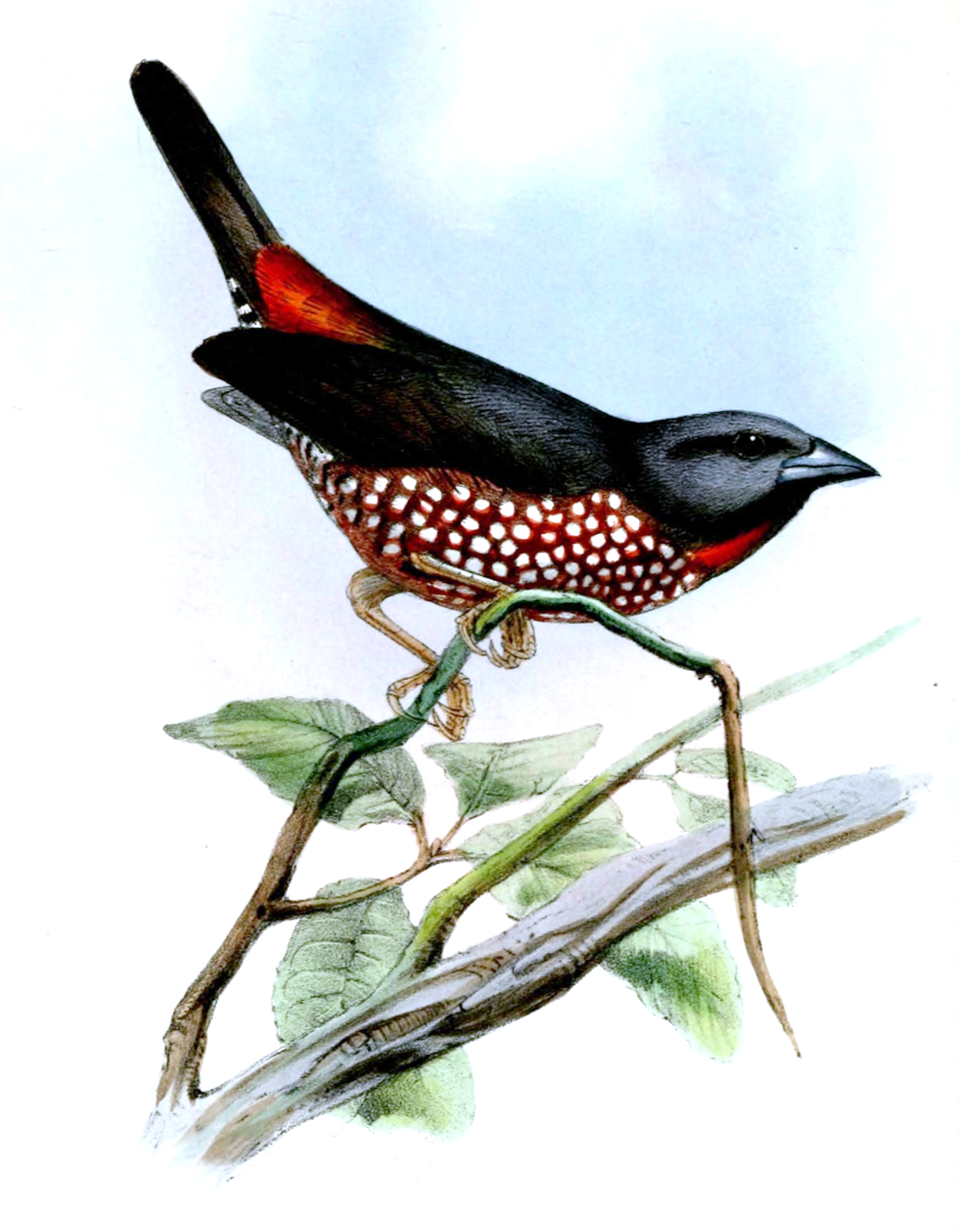
Бурий астрильд

Довжина птаха становить 12-13 см, вага 13,5-16 см. Довжина крила становить 55-61 мм, хвоста 43-55 мм, цівки 17-18 мм, дзьоба 11-13 мм. У самців голова темно-сіра або чорнувато-сіра, обличчя більш темне. від підборіддя через центр горла іде червона смуга. Спина, плечі і відносно короткі, округлі крила тьмяно-коричневі, надхвістя і верхні покривні пера хвоста червоні. Стернові пера буруваті або орнувато-коричневі. Нижня частина тіла каштанова, груди і боки поцятковані округлими білими плямками, на животі і нижніх покривних перах хвоста білі смуги. Райдужки червоні або червонувато-карі, навколо очей блакитнуваті кільця, дзьоб короткий, міцний, чорний, біля основи симзуватий, лапи коричневі. Самиці мають подібне забарвлення, однак обличчя у них більш сіре, а пляма на горлі у них не червона, а біла.

## Поширення і екологія
Бурі астрильди мешкають на південному сході Нігерії, в центральному Камеруні і Центральноафриканській Республіці, на півдні Чаду і півночі Демократичної Республіці Конго, в Південному Судані, Уганді і на крайньому заході Кенії, а також на півдні Габону, в долині річки Конго в Республіці Конго і ДР Конго, на північному заході і північному сході Анголи та в центрі ДР Конго. Вони живуть у вологих високотравних саванах, місцями порослих чагарниками, в заболочених заростях, на узліссях і галявинах вологих тропічних лісів, трапляються в садах. Зустрічаються парами або невеликими зграйками, на висоті до 1500 м над рівнем моря.
Бурі астрильди живляться переважно насінням трав, а також бруньками, ягодами, плодами і дрібними безхребетними, зокрема термітами і павуками. Шукають їжу на землі або у високій траві. Сезон розмноження у бурих астрильдів припадає на завершення сезону дощів. В Камеруні гніздування відбувається з жовтня по листопад, в Габоні в квітні, на північному сході ДР Конго з серпня по грудень, в Уганді в грудні і з травня по червень. Бурі астрильди рідко самі будують гнізда, і зазвичай використовують покинуті гнізда сріблодзьобів, червонощоків і коукалів, які додатково встелюють шерстю, рослинними волокнами і зміїною шкірою. В кладці від 4 до 5 білуватих яєць. Насиджують і самиці, і самці.